# Burundi aux Jeux olympiques d'été de 2000
Le Burundi participe aux Jeux olympiques d'été de 2000 à Sydney. Sa délégation est composée de 6 sportifs tous issus de l'athlétisme et son porte-drapeau est Diane Nukuri. Au terme des Olympiades, la nation n'est pas à proprement classée puisqu'elle ne remporte aucune médaille. 

## Nombre d'athlètes qualifiés par sport
Voici la liste des qualifiés et sélectionnés Burundais par sport (remplaçants compris) :
| Sport      | Hommes | Femmes | Total |
| ---------- | ------ | ------ | ----- |
| Athlétisme | 5      | 1      | 6     |

## Liste des médaillés burundais
Aucun athlète burundais ne remporte de médaille durant ces JO.

## Athlétisme

### Hommes
| Athlète                | Épreuve  | Séries         | Séries      | Quarts de finale | Quarts de finale | Demi-finales  | Demi-finales | Finale         | Finale  |
| Athlète                | Épreuve  | Temps          | Rang        | Temps            | Rang             | Temps         | Rang         | Temps          | Rang    |
| ---------------------- | -------- | -------------- | ----------- | ---------------- | ---------------- | ------------- | ------------ | -------------- | ------- |
| Jean-Patrick Nduwimana | 800 m    | 1 min 46 s 78  | 2e          | Non disputé      | Non disputé      | 1 min 46 s 98 | 6e           | Eliminé        | Eliminé |
| Arthémon Hatungimana   | 800 m    | 1 min 48 s 14  | 3e          | Eliminé          | Eliminé          | Eliminé       | Eliminé      | Eliminé        | Eliminé |
| Vénuste Niyongabo      | 5 000 m  | 13 min 49 s 57 | 15e         | Eliminé          | Eliminé          | Eliminé       | Eliminé      | Eliminé        | Eliminé |
| Aloÿs Nizigama         | 10 000 m | 27 min 50 s 09 | 8e          | Non disputé      | Non disputé      | Non disputé   | Non disputé  | 27 min 44 s 56 | 9e      |
| Patrick Ndayisenga     | Marathon | Non disputé    | Non disputé | Non disputé      | Non disputé      | Non disputé   | Non disputé  | DNF            | /       |

### Femmes
| Athlète      | Épreuve | Séries         | Séries | Quarts de finale | Quarts de finale | Demi-finales | Demi-finales | Finale  | Finale  |
| Athlète      | Épreuve | Temps          | Rang   | Temps            | Rang             | Temps        | Rang         | Temps   | Rang    |
| ------------ | ------- | -------------- | ------ | ---------------- | ---------------- | ------------ | ------------ | ------- | ------- |
| Diane Nukuri | 5 000 m | 16 min 38 s 30 | 14e    | Eliminé          | Eliminé          | Eliminé      | Eliminé      | Eliminé | Eliminé |